# Brama (ryba)
Brama (Brama brama), gatunek ryby z rodziny bramowatych.

## Występowanie
Atlantyk, Pacyfik, Ocean Indyjski. Jej zasięg nie jest dokładnie poznany. W Europie występuje od Madery po Morze Północne i Norwegię, lecz na północ od Zatoki Biskajskiej rzadka i pojawia się tam tylko jesienią i zimą czasami dość licznie. Występuje również w Morzu Śródziemnym z wyjątkiem mórz Adriatyckiego i Egejskiego.
Żyje samotnie, podążając za ławicami ryb i kałamarnic. Przebywa na głębokości 100–400 m, chociaż spotykano młode osobniki na głębokości nawet poniżej 2700 m.

## Opis
Osiąga długość 70 cm i masę 6 kg. Ciało owalne, wygrzbiecone, silnie bocznie spłaszczone. Profil głowy zaokrąglony, opadający bardzo stromo. Otwór gębowy szeroki, skierowany skośnie ku górze. Szczęka dolna wystająca silnie uzębiona. Oczy umieszczone na wysokości środkowej linii ciała. Łuski ktenoidalne, mocne, niezachodzące na głowę. Wzdłuż linii bocznej jest ich 70-90. Płetwa grzbietowa długa, nieco wyższa z przodu, o 3–5 twardych i 30–33 miękkich promieniach. W płetwie odbytowej 2–5 twardych i 27–28 miękkich promieni. Płetwy piersiowe bardzo długie. Płetwa ogonowa głęboko, widlasto wcięta.
Grzbiet szary, zielonkawobrązowy lub niebieskawy. Boki i brzuch srebrzyście lśniące (po śmierci ryby połysk ten bardzo szybko zanika). Płetwy piersiowe i tęczówka oka złociste. Płetwy grzbietowa i odbytowa ciemno obrzeżone.

## Odżywianie
Małe ryby, głowonogi, krewetki.

## Rozród
Tarło odbywa się z dala od brzegów przy temperaturze około 20 stopni C.